# Tugomir Voievod
Tugomir Voievod a fost un voievod român, fiu al lui Litovoi.
Tugomir Voievod este o și o stradă situată în sectorul 2 al municipiului București.